# Detrás del telón
Detrás del telón (Behind the courtain) es una novela juvenil del escritor Peter Abrahams, y es la secuela de Al otro lado del espejo.

## Trama
Ingrid Levin-Hill es castigada en clase, y se ve obligada a ir el sábado por la mañana al temido Festival de Matemáticas. De camino, es secuestrada y amordazada, aunque finalmente consigue escapar. Sin pruebas, se verá obligada a defender su situación sin que nadie la crea. De mientras, su padre está cada vez más frustrado con el trabajo, su hermano Ty está desarrollando una musculatura sospechosa y parece que todo el pueblo está en contra suya. Incluso su abuelo podría verse obligado a vender su granja a los Ferrand.
Y así, poco a poco, Ingrid comienza a descubrir que no todo es lo que parece, que una no siempre puede fiarse de un adulto, y que siempre se esconde algo detrás del telón.
La novela es la segunda parte de la serie de libros Los misterios de Echo Falls, protagonizada por la joven y astuta Ingrid Levin-Hill.

## Personajes
Se mantienen los mismos que en Al otro lado del espejo, excepto Vincent Dunn y Kate Kovac, que mueren en la primera obra.
En Detrás del telón, se profundiza más en el carácter de los personajes, haciendo que la trama se vuelva mucho más interesante. En esta novela, aparecen personajes nuevos, además de hacer hincapié en otros que aparecen en Al otro lado del espejo de una manera más fugaz:
- Julia LeCaine: Nueva vicepresidenta en el grupo Ferrad. Amenaza con el empleo del padre de Ingrid.

- Carl Kraken Senior: Anciano sirviente de la familia Ferrand.

- Carl Kraken Junior: Hijo de Carl Kraken Senior y conserje del instituto de Echo Falls.

- Carl Kraken el Tercero: Nieto de Carl Kraken Senior y jardinero y sirviente de los Ferrand.

- Sean Rubino: Hermano de Stacy y nuevo 'amigo' de Ty.

- Rey Vasquez: Médico del hospital.

## Curiosidades
- Stephen King también valora muy positivamente esta secuela de Al otro lado del espejo.

- En la novela aparecen de nuevo escenas de Ingrid Bergman, esta vez en el vídeo de Casablanca.